# 王益 (1956年)
王益（1956年4月12日—），男，白族，祖籍云南剑川，生于龙陵，中华人民共和国金融人物，国家开发银行原副行长。

## 生平
王益祖籍云南剑川，1956年出生于云南龙陵县。1978年至1984年在北京大学就读，获北京大学历史系学士、硕士。薄一波次子薄熙来为其学长，小女儿薄小莹为其同学。经薄小莹推荐，任职于中央顾问委员会办公厅，担任薄一波的秘书。1992年担任国务院证券委办公室副主任。1995年任中国证监会副主席（任职期间于1996年获西南财经大学经济学博士学位）。1998年王益被北京大学光华管理学院聘为兼职教授。1999年任国家开发银行副行长。
2008年6月8日，王益在从宁波出席会议返回北京时被“双规”。2009年1月被批捕，并被开除党籍和公职。2010年3月30日，王益在北京市第一中级人民法院出庭受审，对收受贿赂1196万余元的指控表示认罪。同年4月15日，王益因受賄1196萬元（人民幣，下同），在北京市第一中院一審被判處死刑，緩期兩年執行，沒收全部個人財產。

## 音乐创作
王益利用其影响创作过一些音乐作品，如合唱《去远方》、《祝福》和交响合唱《神州颂》。其中，副标题为“献给正在复兴中的伟大祖国”的《神州颂》尤受欢迎，自2006年12月9日起的一年半时间内在中国巡演超过50场。中国国家交响乐团团长关峡称《神州颂》非常好听、感人，将其比作中国的《安魂曲》；中国唱片总公司总经理赵大新将《神州颂》与《义勇军进行曲》相提并论。据说还有音乐家自责，称想不通为什么专业作曲家反倒写不出这么有感召力的作品。王益被捕后，《神州颂》停演，原定出版《神州颂》谱的计划也搁浅。而《神州颂》的最后一次公演于2008年5月17日在深圳音乐厅举行。
王益曾公开表示自己不识五线谱，2002年7月在青藏高原旅行时才产生音乐冲动。而他被捕后媒体怀疑他的音乐作品系由枪手代笔。据原北京大学教授夏业良提供的信息，《神州颂》是由13个专业作曲家拼凑出的，王益付了钱买断作品，作了一些修改，只署上自己的名字。好听的地方当然都是别人做的，大家发现一些莫名其妙特别难听的地方恰恰就是王益改动的部分。
媒体报道称，王益的作品能在全国巡演靠的是他的人脉，而《神州颂》巡演期间的确接受了一些与王益关系密切的企业的赞助，观众也以证券公司等相关企业所组织的员工为主。还有音乐人士在他被抓后表示，《神州颂》水平一般。事实上，《神州颂》在巡演时就被指为“一部用交响乐队伴奏的合唱作品”。